# Cephalotes marginatus
Cephalotes marginatus är en myrart som först beskrevs av Fabricius 1804.  Cephalotes marginatus ingår i släktet Cephalotes och familjen myror. Inga underarter finns listade.